# بريمورسكي كراي
بريمورسكي كراي هي إحدى الكيانات الفدرالية في روسيا، تعتبر مدينة فلاديفوستوك المركز الإداري . وتحوي المدن والقرى التالية: أرسينييف،
أرتيوم،
بولشوي كامين،
دالنيغورسك،
دالنيريتشينسك،
فوكينو، بريمورسكي كراي،
لسوزافودسك،
ناخودكا،
بارتيزانسك،
سابسك-دالني،
أوسورييسك،
فلاديفوستوك،

## توأمة
لبريمورسكي كراي اتفاقيات توأمة مع كل من:
- أوساكا (8 ديسمبر 1992 - )
- شيمانه (24 أكتوبر 1991 - )
- توياما (26 أغسطس 1992 - )